# Organisation des moudjahidines de la Révolution Islamique
L'Organisation des moudjahidines de la Révolution Islamique (en persan : سازمان مجاهدین انقلاب اسلامی, romanisé: Sāzmān-e Mojāhedin-e Enqelāb-e Eslāmi, lit. « Les Saintes Guerres de la Révolution islamique ») est une organisation politique en Iran, incarnée par l'unification de sept groupes paramilitaires et civils islamistes souterrains révolutionnaires.
Cette organisation prônait le renversement monarchie des Pahlavi.
L'organisation était fermement alliée au Parti républicain islamique au pouvoir et se voyait attribuer une part du pouvoir. Trois de ses membres ont été nommés ministres du gouvernement sous le Premier ministre Mir-Hossein Mousavi: Behzad Nabavi (ministre sans portefeuille des affaires exécutives), Mohammad Salamati (agriculture) et Mohammad-Shahab Gonabadi (logement et développement urbain).

## Histoire
La plupart des membres faisaient partie des anciens membres de l'Organisation des moudjahiddines du peuple iranien, mais ont quitté l’organisation après avoir déclaré que son idéologie basculait vers le marxisme. Les groupes prônaient:
- Unité de la Oumma (امت واحده; Ommat-e-Vahede)
- Badr Monothéiste (Persan : توحیدی بدر; Towhidiye-Badr)
- File d'attente monothéiste (Persan : توحیدی صف; Towhidiye-Saff)
- Paysan (Persan : فلاح; Fallah)
- Lever du jour (Persan : فلق: Falaq)
- Victors (Persan : منصورون; Mansouroun)
- Monothéistes (Persan : موحدین; Movahedin)

## Déclin
L'organisation est dissoute en 1986 à la suite de tensions entre les membres de gauche et de droite.

## Héritage
Les membres de gauche de l'organisation ont décidé de reprendre leurs activités en 1991 et ont créé le groupe de gauche l'Organisation des moudjahidines pour la révolution islamique en Iran (en ajoutant les mots «de l'Iran»), qui est devenu plus tard un parti réformiste. Certains membres de la droite ont fondé la Société des dévots de la révolution islamique à la fin des années 1990.